# Белоусов, Борис Михайлович
Борис Михайлович Белоусов (род. 18 июня 1934 года, в с. Горячий Ключ Краснодарского края) — советский государственный и хозяйственный деятель.

## Образование
- 1958 год — окончил Таганрогский радиотехнический институт по специальности «инженер по электронным приборам».
- Кандидат технических наук, академик Международной инженерной академии.

## Биография
- 1958—1969 — работал на Ижевском мотозаводе старшим инженером, начальником лаборатории, старшим контрольным мастером, заместителем начальника цеха, заместителем начальника ОТК завода, секретарем парткома завода (с 1966).
- 1969—1976 — заведующий отделом оборонной промышленности Удмуртского обкома КПСС.
- 1976—1980 — директор Ижевского механического завода.
- 1980—1987 — заместитель, первый заместитель (с 1985) министра оборонной промышленности СССР.
- 1987—1989 — министр машиностроения СССР.
- 1989—1991 — министр оборонной промышленности СССР.
- С 1991 года президент ОАО «Корпорация оборонной промышленности „МЕТАЛХИМ“»

## Награды
- орден Октябрьской Революции
- два ордена Трудового Красного Знамени
- Лауреат Ленинской премии (1988)